# Вікрам самват
Самватський календар, вікрам самват — поширений в Індії календар, в якому тривалість сонячного року до певної міри пов'язана з тривалістю місячних місяців.

## Поширення та походження
Самватським календарем переважно користувалися в Північній і Центральній Індії. Літочислення за цим календарем починається з 57 р. до н. е. і зв'язується з ім'ям Вікрама, або Вікрамадітья, якому присвячені численні легенди, як національному героєві і ідеальному правителеві. Про нього згадують як про володаря, що вигнав іноземних загарбників. У більшості легенд розповідається про прагнення Вікрама облагодіяти свій народ і про готовність його пожертвувати собою і своїми особистими інтересами ради блага інших. Він прославився своєю великодушністю, служінням іншим, мужністю і відсутністю зарозумілості. Ім'я Вікрамадіт'я, подібно до імені Цезаря, стало символом і титулом, і багато подальші правителі приєднували його до своїх імен.
Численні згадки в історії Індії про багатьох Вікрамів не дозволяє встановити, який саме з них пов'язаний з історією самватського календаря. Цікаво зазначити, що близько 57 р. до н. е., тобто біля дати, з якою ведеться ера Вікрам самват, немає слідів, які вказують на існування такого правителя. Тільки у IV ст. н. е. в Північній Індії був якийсь Вікрамадіт'я, який воював проти іноземних загарбників — гунів і вигнав їх з індійської землі.
Оскільки літочислення за ерою Вікрам самват починається з 57 р. до н. е., то, отже, 6 квітня 2019 р. Григоріанського календаря відповідає початку 2076 р. Вікрам самват. Це свято Угаді. 2077 р. Вікрам почнеться 25 березня 2020 р. Роки рахуються циклами по 60 років (самватсара).